# 坂辺周一
坂辺 周一（さかべ しゅういち）は、日本の漫画家。

## 略歴
初期の作品には『ウナ・セラ・ディ・東京』や『ああんクレムリン』などコメディやギャグ作品が多かったが、『クォータームーン』を発表した1998年頃から作風に変化が見られ、歪んだ愛憎関係、猟奇的な性愛などをテーマにしたサイコサスペンスを主に描くようになった。トラウマティックなシーンとともに登場人物の精神崩壊の過程が生々しく描かれるのが特徴。
2007年には『ティッシュ。』がテレビドラマ化されたほか、2008年には手島優主演で『レイプ』、吉野紗香主演で『インモラル』が、2010年には浜田翔子・希志あいの主演で『ドメスティック』が映画化されている。

## 作品リスト
- 愛をください（全1巻）
- インモラル 性犯罪捜査班（全3巻）
- ウナ・セラ・ディ東京（全3巻）
- ウラノルマ（全3巻）
- 新レイプ（全4巻）
- TABOO 〜人妻編〜（全1巻）
- タブー 〜若き女編〜（全1巻）
- ティッシュ。（全2巻）
- 罪の扉 Crime Door（全1巻）
- ドメスティック（全5巻）
- 百人遊女（全6巻）
- マネージ（全3巻）
- レイプ（全3巻）
- 罠 新装版（全3巻）
- あぁん♥クレムリン（全6巻）
- 七日同棲（全1巻）
- 曲がってそーろう（全3巻）
- 堕天使の詩ノラ（全2巻）
- アイトアイ（『漫画ゴラクスペシャル』[4]14号[5] - 33号[6]、全3巻）
- 蜜葬〜mitsusou〜（『漫画ゴラクスペシャル』38号[7] - 、全4巻）